# 酒井淑夫
酒井 淑夫（さかい　としお、1940年3月31日 - 1999年11月21日）は日本のジャーナリスト・写真家。1968年にアメリカの優れた報道に贈るピューリッツァー賞特集写真部門を受賞した。

## 生涯
東京生まれで、明治大学に入学し、1961年にPANA通信社（現・時事通信社）で勤務し、1965年にアメリカの通信社UPIで転任した。この頃からカメラを扱うようになり、2年後の1967年に南ベトナムの首都サイゴン（現・ホーチミン市）に赴く。そこで第二次インドシナ戦争関係の写真を撮影し、写真集「より良きころの夢」を出版した。
出版した写真集「より良きころの夢」が評価され、1968年にアメリカの報道賞ピューリッツァー賞・特集写真部門を受賞した。この受賞は、特集写真部門の第1号受賞だった。その後、1971年にアメリカ軍によるラオス侵攻を取材し、1974年にはフィリピンでモロ民族解放戦線などを取材した。
1976年にUPI通信社を退社し、フランス通信社でも活動していたが1989年に退社した。1999年に神奈川県鎌倉市で死去。

## 刊行文献
- 『難民　国境の愛と死　フォト・アピール』[2]国書刊行会、1980年3月。ISBN 978-4-336-01741-3
- 『沢田教一・酒井淑夫写真集　戦場』共同通信社、2002年3月。ISBN 978-4-7641-0504-1